# Ovís
Ovís és un poble, actualment deshabitat, que pertany al municipi d'Areny de Noguera, a la Ribagorça (Aragó).
Situat a les faldes de la serra de Sis, les seves cases formen un únic carrer que va a parar a l'església.
Va formar part de l'antic municipi de Betesa. L'església romànica de Sant Joan és del segle xi apliada al XVI i al XVIII. Al 2018 es va redescobrir una nova església, també romànica, de la qual se'n desconeix l'advocació.